# Rada Naukowa NBP
Rada Naukowa NBP była to instytucja doradczo-opiniotwórcza wspierająca pracę Zarządu Narodowego Banku Polskiego (NBP), powołana na mocy Uchwały Zarządu NBP Nr 16/2007 z 24 maja 2007 r. Dnia 7 sierpnia roku 2007 rada ta zainaugurowała swoją działalność pierwszym posiedzeniem. Głównym powodem powołania tej instytucji była chęć skorzystania z dorobku naukowego polskich, prominentnych ekonomistów, którzy są uznanymi autorytetami w dziedzinie ekonomii i finansów. Ponadto reprezentowali oni największe i najbardziej uznane uczelnie ekonomiczne w kraju.

## Skład
1. Prof. dr hab.  Alojzy Z. Nowak (Uniwersytet Warszawski) – przewodniczący
2. Prof. dr. hab. Roman M. Głowacki (Uniwersytet Warszawski)
3. Prof. dr hab. Krzysztof Jajuga (Akademia Ekonomiczna we Wrocławiu)
4. Prof. dr hab.  Józef Kolonko (Akademia Ekonomiczna w Katowicach)
5. Prof. dr hab. Jerzy Nowakowski (Szkoła Główna Handlowa)
6. Prof.dr hab Jacek Osiewalski (Akademia Ekonomiczna w Krakowie)
7. Prof. dr hab. Marek Ratajczak (Akademia Ekonomiczna w Poznaniu)

## Zadania
Do głównych zadań tej instytucji należało:
- wspieranie NBP w podejmowaniu wiążących dla polskiej gospodarki decyzji;
- realizacja analiz, ekspertyz, badań na prośbę Zarządu NBP i Prezesa NBP;
- wybór rodzaju prac analityczno-naukowych realizowanych przez NBP (w ramach których przeznaczone są stypendia Prezesa NBP), ocena ich przebiegu i wskazywanie ewentualnych możliwości implementacji ich efektów; a także
- inne projekty przygotowywane na potrzeby Zarządu NBP.